# ビートニクス (企業)
株式会社ビートニクス（Beatniks Inc.）は、日本のレコード会社でありコンピュータゲーム関連ニュースサイトを運営していた企業。

## 概要
2002年よりコンピューターゲーム向上委員会（2005年にNPO法人化）が有限会社ウィニング・スタイルと共同で運営していたニュースサイト・G'z Styleを引き継ぎGame-Styleとして再オープンの後、2006年に法人化。
2007年にレコードレーベル・EDGE RECORDS及びLuv Recordsを立ち上げ、現在は両レーベルのCD製作とGame-Style及び女性向け姉妹サイトGirls-Styleの運営、インターネットラジオ番組制作等が主な業務としていた。
2019年1月22日に東京地方裁判所から破産手続開始決定を受けた。同年8月13日に法人格が消滅した。

## レーベル
以下の2レーベルを有していた。両レーベルとも、通常のCDケースでなくビデオCD用のケースを使用している点が特徴。

### EDGE RECORDS
男性向けレーベル。主に美少女ゲームのサウンドトラック、ドラマCD、オリジナルのサンプリングCD等を発売していた。
- Aster Complete Tracks Plus
- 眠れないCDシリーズ - 2008年に発売したVol.2「ヤンデレCD」が話題となった。

#### ドラマCD
- いちばんうしろの大魔王
- 猫神やおよろず
- わがまま戦隊ブルームハート!
- えむえむっ!
- オトコを見せてよ倉田くん!
- えむえむっ!
- おれと一乃のゲーム同好会活動日誌
- 小悪魔ティーリと救世主!?
- バロックナイト
- 百錬の覇王と聖約の戦乙女
- 魔技科の剣士と召喚魔王

### Luv Records
女性向けレーベル。主に乙女ゲームのキャラクターソング・ドラマCD等を発売していた。
- バトラーズ 〜鈴蘭屋敷の異邦人〜
- ブラザーズ 〜Always With Me!〜
- ドラマCD ブレスレス・ハンター
- 星色のおくりもの キャラクターソング&ドラマCD

## インターネットラジオ
- アキハバラ発!ぷらてぃあ放送局
- ラヴラジ!
- 癒されBar若本